# ダラーラ・IR-03
ダラーラ・IR-03（Dallara IR-03）、発展改良型のダラーラ・IR-04/05（Dallara IR-04/05）は、イタリアのレーシングカーコンストラクター、ダラーラが製作したフォーミュラカーである。2003年から2011年まで、インディカー・シリーズで使用された。
2007年以降、パノスがローラに代わってチャンプカー・ワールド・シリーズに参戦し、同シーズンに同シリーズのスペックシャシーサプライヤーとなったことを受けて、インディカー・シリーズ（インディ500を除く）の全参戦車両はIR-05シャシーバージョンを採用した。インディカーがチャンプカーに統合された翌年の2009年、全参戦車両（インディ500参戦車両を含む）はIR-05を使用し、2009年から2011年までインディカーで使用された唯一のシャシーとなった。
- エリオ・カストロネベス車
- サム・ホーニッシュJr.（2007年ソノマ・レースウェイにて）
- ジェフ・シモンズ車
- ジャスティン・ウィルソン車
- マイク・コンウェイ車
- シモーナ・デ・シルベストロ車
- ダラーラ・IR-05（2007年ミルウォーキー・マイルにて）
- ダラーラ・IR-05（2011年インディジャパン300予選）
- アレックス・タグリアーニ車
- トニー・カナーン車（2004年）
- 佐藤琢磨車